# ロックビン県
ロックビン県（ロックビンけん、ベトナム語：Huyện Lộc Bình / 縣祿平?）は、ベトナム社会主義共和国ランソン省の県である。面積は1,001 km²、人口は82,400人（2018年）である。